# أيرو منغوليا
أيرو منغوليا (بالإنجليزية: Aero Mongolia)‏ أي طيران منغوليا وهي واحد من أشهر شركات طيران الموجودة في منغوليا، ويعتبر مطار جنكيز خان الدولي في مدينة أولان باتور عاصمة منغوليا مقرها الرئيسي، ولها مراكز أخرى موجودة في مدينة إيركوتسك في روسيا وهوهوت وأورومتشي في جمهورية الصين الشعبية.